# 만토바 1911

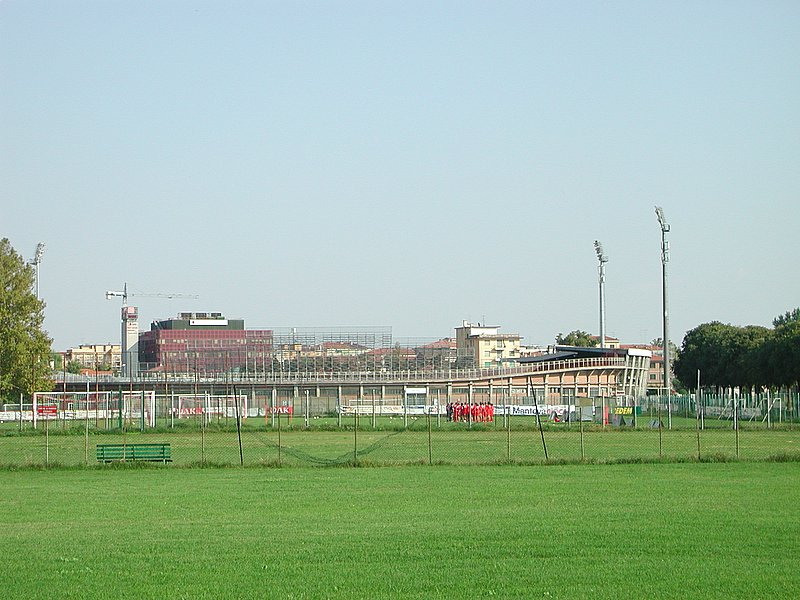

만토바 1911(이탈리아어: Mantova 1911 S.r.l.)는 1911년에 창단된 이탈리아의 축구단으로, 롬바르디아주 만토바를 연고지로 한다.
세리에 A에서 5시즌(1961-62, 1964-65, 1966-67, 1967-68, 1971-72), 세리에 B에서 8시즌 동안 활약했으며 1970-71 세리에 B 시즌에서 우승을 차지한 경력이 있다.

## 선수 명단

### 현역
참고: FIFA 자격 규정에 따라 소속된 국가대표팀 국기를 표시합니다. 선수는 복수의 FIFA 비회원국 국적을 가지고 있을 수 있습니다.
| 번호 | 포지션 | 국적 | 이름 |
| ---- | ------ | ---- | ---- |

| 번호 | 포지션 | 국적 | 이름                 |
| ---- | ------ | ---- | -------------------- |
| 87   | DF     |      | 세바스티앵 드 마이오 |

## 역대 감독
| 감독              | 임기        |
| ----------------- | ----------- |
| 에드몬도 파브리   | 1957 ~ 1962 |
| 히데그쿠티 난도르 | 1962 ~ 1963 |
| 알프레도 포니     | 1972 ~ 1973 |
| 이반 유리치       | 2014 ~ 2015 |
| 주세페 갈데리시   | 2021 ~ 2022 |